# Les Poissons marteaux
Les Poissons marteaux est un téléfilm belge de 95 minutes, réalisé par André Chandelle, diffusé le 6 décembre 2008 en Belgique et à partir du 18 mars 2009 sur France 2.

## Synopsis
Une chanteuse de jazz qui a abandonné sa fille handicapée mentale à sa naissance tente de renouer avec elle.
Le dialogue, même s'il n'est pas facile, se rétablit peu à peu grâce au concours des « Poissons marteaux », un groupe de rock composé de patients de l'institution.

## Fiche technique
- Réalisation : André Chandelle
- Idée : André Chandelle, Willy Gouders, Chantal Michaux
- Scénario : Dominique Garnier
- Production : Jeremy Burdek, Nadia Khamlichi, Jean-Luc Michaux et Adrian Politowski
- Assistants de réalisation : Valerie Houdart et Teodora Mihai
- Son : Billy Miquel et Alain Sironval
- Machinistes : Boris Bourgois, Renaud Anciaux, Julien Covens et Jean Christophe Delinaoumis
- Assistants Caméra : Yannick Dolivo, Fanny Chausson

## Distribution
- Michèle Bernier : Marion
- Isabelle Defosse : Anne
- Sara Giraudeau : Ella
- Éric Godon : père de Pierre
- Hervé Laudière : Johan
- Wim Willaert : Tom
- Lionel Leblanc : Pierre
- Jan Hammenecker : Le Barman